# Linn Ahlborg
Linn Joanna Elsa Ahlborg, född Andersson, 4 september 1999 i Maria församling i Gävle, är en svensk bloggare och youtubare.

## Biografi
Linn Ahlborg växte upp i Gävle med sina föräldrar och en äldre bror och var bland annat aktiv i innebandy under uppväxten. Som tioåring började hon blogga, men det var med Youtubekanalen hon fick sitt genombrott. Kanalen skapades i december 2011, men under 2014 fick kanalen bredare uppmärksamhet. Ahlborg blandade tips om smink och skönhet med humorklipp. Hon nominerades 2014 till "Årets stjärnskott" i Guldtuben och vann kategorin "Årets livsstilskanal" på samma gala.
Under 2017 ökade Ahlborgs följare markant och hon vann Meg Awards "Årets raket". Vinsten motiverades med hennes placering på Medieakademins Maktbarometer, där hon samma år placerade sig på plats 14 över de mäktigaste på svenska sociala medier. Året efter tappade hon tre placeringar.
Efter att Linn Ahlborg tog studenten från ekonomiprogrammet på Borgarskolan i Gävle 2018 flyttade hon till Stockholm.

## Priser och utmärkelser
| År   | Pris                         | Resultat  |
| ---- | ---------------------------- | --------- |
| 2014 | Guldtuben: Årets stjärnskott | Nominerad |
| 2014 | Guldtuben: Livsstilskanal    | Vann      |
| 2017 | MEG Awards: Årets raket      | Vann      |
| 2018 | Guldtuben: Årets lifestyle   | Nominerad |